# Zedd
Anton Zaslavski (în rusă Анто́н И́горевич Засла́вский, Anton Ígorevici Zaslávskii; n. 2 septembrie 1989), cunoscut sub numele de scenă Zedd, este un muzician, producător muzical și DJ rus-german. În general, muzica sa aparține genului electro house, dar unele piese se încadrează și în genurile: house progresiv, dubstep sau muzică clasică. 

## Discografie
Albume de studio
- Clarity (2012)
- True Colors (2015)